# إد شيريدان
إد شيريدان (بالإنجليزية: Ed Sheridan)‏ (3 أبريل 1957 في الولايات المتحدة - ) هو لاعب كرة قدم أمريكي في مركز الدفاع. لعب مع Philadelphia Fever (MISL) ‏.